# Glyceridae
Glyceridae  (лат.) — семейство морских многощетинковых червей из отряда Phyllodocida. Насчитывают около 50 современных и 3 ископаемых вида, объединяемых в три рода; большинство представителей входят в род Glycera. Ископаемые представители известны с поздней перми.

## Образ жизни
Glyceridae представлены в широком диапазоне глубин, но редко достигают значительной плотности поселения. Обычно они приурочены к илистым или песчаным грунтам, где обитают под камнями или среди водорослей либо же прокапывают в грунте сложную систему полупостоянных ходов. Среди представителей присутствуют хищники и детритофаги. Хищные Glyceridae — единственная группа полихет, использующая яд для ловли жертв — мелких беспозвоночных.

## Описание
Черви с длинным тонким телом с гомономной сегментацией. Вытянутый конический простомиум вторично сегментирован, дистальное его кольцо несёт две пары коротких антенн, проксимальное пару нухальных органов. Щетинконосные сегменты многочисленные — более 100. Параподии Glycera и Glycerella двуветвистые, неврохеты имеют сложное строение, нотохеты простые. У Hemipodus параподии одноветвистые, щетинки сложные.
Glyceridae характериризуются наличием очень длинной выворачивающейся цилиндрической глотки. На её вершине располагаются четыре челюсти, внутри которых проходят протоки ядовитых желёз. В состав челюстей входят богатые глицином и гистидином белки, меланин и медь в виде минерала атакамита, а также в неминерализованной форме.